# Prise d'assaut du Congrès de la République
 (août 2022).
La prise d'assaut du Congrès de la République est une rixe survenue le 24 janvier 1848 au siège du Congrès vénézuélien à Caracas qui marqua la rupture définitive entre les conservateurs (en) et les libéraux, qui avait conduit près de deux décennies d'affrontements continus,,.

## Déroulement
Au début de 1848, le Congrès discutait du procès du président José Tadeo Monagas pour des actes qui violaient la constitution. Il était accusé d'avoir exercé illégalement des pouvoirs extraordinaires, d'avoir fait usage de la force armée sans le consentement du Conseil de gouvernement et d'avoir exercé l'administration en dehors de la capitale. Il en est résulté une forte dispute politique entre le gouvernement de José Tadeo Monagas soutenu par le parti libéral, et José Antonio Páez, soutenu par le parti conservateur.
Le 24 janvier 1848, le ministre de l'Intérieur et de la Justice, Martín Sanabria, s'installe au siège du pouvoir législatif pour rendre le rapport annuel du pouvoir exécutif. Alors qu'il était sur les lieux, le vice-président de la Chambre des députés a demandé qu'il reste dans la salle. En dehors du Congrès, la rumeur disait que Sanabria avait été arrêtée ou assassinée, ce qui a provoqué la colère des foules libérales qui se trouvaient dans la rue, qui ont tenté d'entrer mais ont été repoussées par le garde, déclenchant la confrontation. Au cours de l'événement, Santos Michelena a été blessé par une baïonnette, et a succombé à ses blessures deux mois plus tard, le 12 mars. Les parlementaires Francisco Argote, José Antonio Salas et Juan García ont également été assassinés par la foule, tout comme le sergent Pedro Pablo Azpúrua et un tailleur impliqué dans la bagarre. Le chef de la garde du corps législatif, Guillermo Smith, a également été blessé lors de l'affrontement. Monagas, alerté des événements en cours, est venu à cheval accompagné du général Santiago Mariño (en) et de ses forces pour rétablir l'ordre.

## Conséquences
Après les événements, le parlement a mis des années à retrouver son autonomie. Le pouvoir législatif et le pouvoir judiciaire perdent leur indépendance et sont sous le contrôle direct du président de la république. Le Congrès national, qui présumait la poursuite du président au début des événements, l'a démis de ses fonctions. Jusqu'à ce jour, le Congrès national comptait en majorité des représentants du parti conservateur, dont beaucoup, par peur, ont demandé l'asile, des délégations ou se sont enfuis à Curaçao,,.
Paez et les conservateurs ont été évincés du pouvoir, qui est passé aux mains de Monagas et des libéraux, de sorte que les conservateurs ont pris la route des armes en essayant de reprendre le pouvoir. Paez s'est levé contre Monagas quelques jours après le 24 janvier, mais il fut vaincu à la bataille de Los Araguatos (es) et dut se réfugier dans la république de Nouvelle-Grenade. Au milieu de 1849, il débarqua à La Vela de Coro et commença une autre bataille mais il fut de nouveau vaincu par les troupes gouvernementales, commandées par José Laurencio Silva, qui lui offrit la capitulation, mais Monagas refusa de reconnaître les termes de la capitulation offerte par Silva, et en conséquence Páez a été emprisonné et finalement exilé.